# Ernest Tidyman
Ernest Tidyman (ur. 1 stycznia 1928 w Cleveland, zm. 14 lipca 1984 w Londynie) – amerykański pisarz i scenarzysta filmowy. Laureat Oscara za najlepszy scenariusz adaptowany do filmu Francuski łącznik (1971) Williama Friedkina. 
Popularność zyskał jako autor serii książek o Johnie Shaftcie, czarnoskórym detektywie z Harlemu. Shaft stał się później bohaterem 4 filmów i serialu telewizyjnego, a autorem scenariusza do niektórych z tych produkcji był sam Tidyman.